# Alfra doseer- en weegsystemen
Alfra doseer- en weegsystemen is een sinds 1933 bestaande producent van doseer- en weegsystemen, oorspronkelijk gevestigd in Amsterdam, sinds 1955 te Bladel.

## Oorsprong
In 1933 kwamen Albert Kuntzel en Francis van de Laar (samengetrokken tot Alfra) met een verrijdbare, mobiele snelweger op de markt. Deze had het voordeel dat ze niet horizontaal hoefde te staan. De pendulum weeginstallatie, die direct het gewicht als bij een wijzer van de klok aangaf, mocht door de kogellagerconstructie uit het lood staan. Een constructie waaraan in de graanhandel grote behoefte bleek: de weeginstallatie kon naar de zakken in plaats van andersom. In een pand aan de Meeuwenlaan in Amsterdam startte de productie.

## Verbreding en groei
In 1955 verhuisde men mede vanwege het plaatselijke arbeidsklimaat (de vestiging in Amsterdam werd begin 1957 definitief gesloten) naar Bladel waar de sigarenindustrie op zijn retour begon te komen en een leegstaande sigarenfabriek kon worden betrokken. Dit onder directie van de nieuwe eigenaar A.J.H. Koks. In 1968 nam Stork Alfra NV over en integreerde het met Stork-Jaffa, waarna de naam Stork-Alfra luidde. In 1993 was 75% van de productie bestemd voor export, gerealiseerd door een 75 medewerkers. In 1997 werd het door plaatsgenoot KempenService Electrotechniek (KSE) overgenomen en onderdeel onder eigen naam.